# (27003) Katoizumi
(27003) Katoizumi (1998 DB13) – planetoida z pasa głównego asteroid okrążająca Słońce w ciągu 5,39 lat w średniej odległości 3,07 j.a. Odkryta 21 lutego 1998 roku.